# مایکل ایوانز (بازیکن واترپلو)
مایکل ایوانز (انگلیسی: Michael Evans؛ زادهٔ march ۲۶, ۱۹۶۰ (۶۵ سال)) ورزشکار واترپلو اهل ایالات متحده آمریکا است.
وی در مسابقات کشوری و بین‌المللی در مجموع برندهٔ ۱ مدال نقره شده‌است.